# Vladimír Vodička
Vladimír Vodička (1. května 1925 Benešov – 4. září 2015 Praha) byl český hudební skladatel, spoluzakladatel Divadla Na zábradlí a jeho dlouholetý ředitel.

## Studium
Studoval na Právnické fakultě Karlovy university, kterou ukončil v roce 1948 (titul JUDr.). Soukromě studoval hudbu.

## Divadlo Na zábradlí
V roce 1958 založil společně s Ivanem Vyskočilem, Jiřím Suchým a Helenou Philipovou Divadlo Na zábradlí na Anenském náměstí na pražském Starém Městě. První premiérou divadla byla hra Kdyby tisíc klarinetů Jiřího Suchého a Ivana Vyskočila v režii Antonína Moskalyka uvedená dne 9. prosince 1958.
V divadle pak působil v letech 1958 až 1991 jako ředitel a hudební skladatel. Od roku 1959, kdy se k divadlu připojil mim Ladislav Fialka, doprovázela Vodičkova hudba i vystoupení "Pantomimy Na zábradlí". Pod jeho řízením se Divadlo Na zábradlí zúčastnilo řady divadelních festivalů v zahraničí (Francie, Spojené království aj.).
V sedmdesátých letech 20. století umožnil v Divadle Na zábradlí působení několika režimem stíhaných filmových režisérů české nové vlny (Juraj Herz, Evald Schorm, Jiří Menzel, Jaromil Jireš, Jan Kačer), kteří zde mohli režírovat divadelní představení.

## Hudební tvorba
Byl autorem nebo spoluautorem hudby a písní k řadě her, např.:
- 1959 Faust, Markéta, služka a já
- 1959 Jedničky má papoušek
- 1960 Smutné vánoce
- 1962 Nejlepší ro(c)ky paní Hermanové

Spolupracoval zvláště s textaři Pavlem Koptou a Jiřím Suchým. Interpretkou jeho písní byla především šansoniérka Ljuba Hermanová .

## Další činnosti
Vodička spolupracoval i s dalšími pražskými divadly, např. Divadlem S.K. Neumanna a Divadlem Jiřího Wolkera. Jako velký příznivec jazzu zorganizoval v roce 1961 v Divadle Na zábradlí jazzový festival.